# Waszeta
Waszeta [pronunciación en polaco: /vaˈʂɛta/] (en alemán: Waschetta) es un pueblo ubicado en el distrito administrativo de Gmina Olsztynek, dentro del Condado de Olsztyn, Voivodato de Varmia y Masuria, en Polonia del norte. Se encuentra aproximadamente a 9 kilómetros al este de Olsztynek y a 23 kilómetros al sur de la capital regional Olsztyn.
Antes de 1945, el área fue parte de Alemania (Prusia Oriental).